# Пичьоря, Кристинел
Кристинел Пичьоря (рум. Cristinel Piciorea; 16 февраля 1960) — румынский саночник, выступал за сборную Румынии в конце 1970-х годов. Участник зимних Олимпийских игр в Лейк-Плэсиде, участник многих международных турниров и национальных первенств.

## Биография
Кристинел Пичьоря родился 16 февраля 1960 года. На международном уровне дебютировал в возрасте девятнадцати лет, на юниорском чемпионате Европы в польской Крынице финишировал семнадцатым на одноместных санях и восьмым на двухместных. Год спустя выступил на взрослом первенстве Европы в итальянской Вальдаоре, был среди двоек одиннадцатым. Благодаря череде удачных выступлений удостоился права защищать честь страны на зимних Олимпийских играх 1980 года в Лейк-Плэсиде — вместе со своим напарником Йоаном Апостолом занял в мужском парном разряде пятнадцатое место.
Несмотря на то что его партнёр Апостол впоследствии ещё довольно долго оставался в основном составе национальной сборной, Пичьоря сразу после олимпийских соревнований принял решение завершить карьеру в санном спорте.